# Intercontinental Cup basketbal 1975
De Intercontinental Cup (basketbal) in 1975 vond plaats in, Cantù. Van FIBA Europe speelde Real Madrid, Mobilgirgi Varese en Forst Cantù mee. Van de Liga Sudamericana speelde EC Amazonas Franca mee en van de NCAA speelde Penn Quakers mee. Uit Afrika kwam Hit Trésor SC.

## Groepsfase
Eerste dag 13 september 1975
| Penn Quakers | 106 – 74 | Hit Trésor SC      |
| Forst Cantù  | 82 – 81  | EC Amazonas Franca |
| Real Madrid  | 77 – 75  | Mobilgirgi Varese  |

Tweede dag 14 september 1975
| Real Madrid        | 112 – 58 | Hit Trésor SC     |
| EC Amazonas Franca | 68 – 67  | Mobilgirgi Varese |
| Forst Cantù        | 112 – 88 | Penn Quakers      |

Derde dag 15 september 1975
| EC Amazonas Franca | 109 – 55 | Hit Trésor SC |
| Real Madrid        | 98 – 81  | Penn Quakers  |
| Mobilgirgi Varese  | 87 – 83  | Forst Cantù   |

Vierde dag 16 september 1975
| EC Amazonas Franca | 93 – 81       | Penn Quakers  |
| Mobilgirgi Varese  | 84 – 68       | Hit Trésor SC |
| Forst Cantù        | 96 – 94 (2OT) | Real Madrid   |

Vijfde dag 17 september 1975
| Forst Cantù        | 120 – 76 | Hit Trésor SC     |
| EC Amazonas Franca | 80 – 79  | Real Madrid       |
| Penn Quakers       | 95 – 82  | Mobilgirgi Varese |

|    | Team               | Pld | W | L | PF  | PA  | Points |
| -- | ------------------ | --- | - | - | --- | --- | ------ |
| 1. | Forst Cantù        | 5   | 4 | 1 | 493 | 426 | 9      |
| 2. | EC Amazonas Franca | 5   | 4 | 1 | 431 | 364 | 9      |
| 3. | Real Madrid        | 5   | 3 | 2 | 460 | 390 | 8      |
| 4. | Penn Quakers       | 5   | 2 | 3 | 451 | 459 | 7      |
| 5. | Mobilgirgi Varese  | 5   | 2 | 3 | 395 | 391 | 7      |
| 6. | Hit Trésor SC      | 5   | 0 | 5 | 331 | 531 | 5      |